# Macroditassa melantha
Macroditassa melantha är en oleanderväxtart. Macroditassa melantha ingår i släktet Macroditassa och familjen oleanderväxter.

## Underarter
Arten delas in i följande underarter:
- M. m. arianeae
- M. m. melantha